# Hill City (Kansas)
La ville de Hill City est le siège du comté de Graham, situé dans le Kansas, aux États-Unis.